# Solimoea acrensis
Solimoea acrensis es un género y especie extintos de primate platirrino atelino que vivió durante el Mioceno tardío (edad mamífero o SALMA Huayqueriense) en el territorio que actualmente ocupa la localidad de Patos, en el margen superior del río Acre, en el estado de Acre, en Brasil, siendo descubiertos sus restos en la Formación Solimôes, a la que debe su nombre este género.
Los restos descubiertos del holotipo solo comprenden un primer molar inferior y una sección del hueso maxilar con el tercer y cuarto premolares, que en vida estarían adaptados a una dieta frugívora. A pesar de lo escaso, permitieron identificarlo como un nuevo taxón dentro de la subfamilia Atelinae, siendo similar a los géneros actuales Lagothrix, Ateles y Brachyteles. Constituye el miembro más antiguo conocido de este clado, así como una de las especies más antiguas de primates del Brasil.